# Кожин, Фома
Фома Кожин (?, село Катериновка, Екатеринославская губерния, Российская империя (ныне — Маринський район, Донецкая область, Украина) — август 1921, предположительно, Таганрог) — повстанческий атаман, анархист-махновец.

## Биография
Родился в конце XIX века в селе Катериновка, ныне Марьинский район, Донецкая область.
С декабря 1918 — командир отряда. В начале 1919 — командир пулемётной команды 13-го Советского полка. Занимал должности командира пулемётного полка и бригады.

### Против большевиков
В 20 числах июня 1919 г в районе колонии Кичкас Махно принял под своё командование пулемётную команду Фомы Кожина, за которым особенно активно охотились комиссары.
27 июня в Кичкас прибыл красный отряд особого назначения во главе с К. Медведевым и политкомиссаром Антоновым, чтобы арестовать Кожина, но во время ареста они были схвачены пулемётчиками Кожина и расстреляны.

### Против деникинцев
Подробнее: Битва под Перегоновкой
У села Перегоновка в два часа ночи 27 сентября 1919 пулемётный полк Фомы численностью около сотни тачанок вместе с другими частями махновцев разгромил формирование белой армии численностью 2 тыс. штыков и 1 тыс. сабель.
12 октября 1919 командир пулемётного полка Кожин с тридцатью пулемётами, батальоном пехоты и сотней конницы занял Юзово, в котором продержался три-четыре дня.
В декабре 1919 года в Екатеринославе Кожин руководил пулемётными курсами, на которых все желающие повстанцы РПАУ в течение одной недели обучались пулемётному делу.
В селе Марьевка 12 апреля 1920 года Кожин сформировал отряд самообороны. 15 мая отряд Кожина, который находился в Марьинке с тридцатью пулемётами и сотней конных, присоединился к основным силам махновцев и отправился в рейд в направлении севера Донецкой губернии.

### Против Врангеля
Подробнее: Перекопско-Чонгарская операция
18 октября 1920 Кожин командовал полком, состоящим из 600 пулемётов, поставленных на тачанки, и 500 сабель. Его полк с другими частями держал участок фронта между 13 и 14 красными армиями против Врангеля.
9 ноября Кожин провёл контрудар против наступающих врангелевцев на участке Сиваш — озеро Безымянное. Вот как описал этот эпизод участник того боя:
Было видно, как левый фланг пятнадцатой прижат к Сивашу, уже стал осаждать, беспорядочно отступая ... Разогнав пехоту, кавалерия белых с налёту могла смести и махновскую конницу. А ей, как и всем, отходить было уже некуда: вода в Сиваше поднялась.
— Матвей, — рявкнул Каретников, — к Кожину. Скажи Фоме — все тачанки вперёд, и развернуть по белым. Быстро!
Бойченко летел километр с такой скоростью, что конь был в мыле. Фома Кожин, наверное, и сам правильно оценил обстановку, приготовился, ждал только приказа. Поднявшись во весь рост на тачанке, гаркнул своё страшное:
- Ребята! Г-делай грязь!
Матвей поскакал на КП. Оттуда он увидел, как, выгнувшись дугой, навстречу лавине врангелевской конницы мчатся двести махновских тачанок.  Вот они проскочили, оставив за собой отступающую пехоту. Уже лишь сотни метров отделяли тачанки и ревущую лаву кавалерии. Земля мелко дрожала от топота тысяч коней. Тогда, следуя за командирской, тачанки одна за другой описали полукруг и остановились. Плотный убийственный ливень обрушился на белую кавалерию.  Натолкнувшись на огненную преграду, конники сбились, заклубочились перекидной волной. Всё смешалось: вздыбленные, рухнули бегущие лошади, тусклый блеск мечей в пасмурном дне, поднятые руки, кучи тел. И, разбившись об огненную преграду, оставив на месте горы трупов, редкие стрекательные ручейки конницы Врангеля, отдельные всадники повернули назад.  Теперь было видно, как, настигнутые пулями, валятся на скаку лошади, сбрасывая всадников, как смахивают в стремени и скатываются наземь кавалеристы...

### Против большевиков
Руководствуясь указам Махно, Кожин в конце августа 1920 г распускает свой отряд, чтобы спасти его от уничтожения, и прекращает активную борьбу против большевиков. Отличившись в последних боях в Таврии, он отправился в Юзовский район. 15 февраля 1921 появился на западных границах Юзовского уезда и бесследно исчез снова.
Ровно через месяц, 15 марта, Кожин во главе 300 сабель при 12 пулемётах появился из Запорожской губернии и, стремительно пройдя Гришинский уезд, занял село Богоявленское, преследуемый тридцать первым кавполком седьмой кавдивизии. Повстанцы шли на восток через сёла Ново-Михайловка, Благодатное, где убили милиционера, прошли Александровское, и 16 марта — Стилу. В Стиле ими был разгромлен сельсовет, уничтожены все дела, зверски зарублен волвоенком и 12 милиционеров.
17 марта повстанцы вышли на Бы. Каракубу, направляясь в Таганрогский уезд.
18 марта, получив сведения о движении красноармейцев из района Покровское на Киреево, Фома повернул на север и занял Бешево 19 марта.
В селе Бешево 20 марта отряд атаковал и разбил шестой трудполк под командой Голодаева, который был выслан для ликвидации повстанцев. Во время боя 21 красноармейцев было убито, 15 взято в плен, также было захвачено 2 пулемёта. Остатки красноармейцев ушли от преследования на село Михайловка, после чего отошли на северо-запад, проходя Обильное и Марьинку.
В Марьевке повстанцы разделились на две части: первая под флагом «Сыны обиженных отцов» в 80 сабель при трёх пулеметах идут на Покровское и Кірєєво, группа под командованием Кожи в 200 сабель при 7 пулеметах, преследуемая 37-м кавполком 7-й кавдивизии, 21 — 22 марта движется через села Федоровка-Софиевка на Галицинівку.
В селе Софиевка отрядом восхищаются и рубятся 36 красноармейцев и сов-работников.
23 марта отряд приходит в деревню Воздвиженское, до 26 марта передвигается в районе Козеногорское-Золотой Колодец, 26 марта занимают Степановку, переходят в Святогорівку уничтожают все дела сельсовета выходят на село Петровка, имея последующее направление на ст. Языковое, но потом резко поворачивают на запад и выходят из Донбасса.
30 марта повстанцы возвращаются в Гришинский уезд занимают села Веселая Гора и Варварівку.
1 апреля Фома со своим отрядом переходит в район Золотой Колодец, потом Сергеевка, До 4 апреля повстанцы беспрепятственно двигались по маршруту Індіковка-Анісімовка-Ульяновка-Петровка-ст. Демурине. 6 апреля он соединился в селе Петровка с отрядами Маруси, Щуся, Савонова. 7 апреля совершает налет на ст. Демурине, где уничтожают телефонные и телеграфные аппараты, повреждают станцию и убивают начальник станции.
8 апреля в районе города Гришино отряд, догнал кавполка Донецкой дивизии ВЧК, повстанцы вынуждены были принять бой, в котором потеряли 21 убитыми, 4 пулемета, 3 тачанки и 7 коней и флаги: чёрное «24-я Мариупольская кавгруппа украинских повстанцев махновцев. Жить свободно или умереть!» красное — «Да здравствует Красная армия, которая отстаивает Социальную революцию!». Отряд уходит от преследования в Запорожскую губернию.
10 апреля Фома снова занимает Сергеевку группой в 60 сабель, где рубит 10 красноармейцев. Далее движется на Святогорівку Ганнівку, разбрасывая воззвания о созыве «Всеукраинского съезда советов!».
13 апреля его настигает в Ново-Александровке летучий кавалерийский истребительный отряд Агапова, потеряв в бою до 21 повстанца он отступает на Хлопово Біляївку.
15 апреля занимает Ново Петровку 20 верст юго-западнее Барвенково, где захватил врасплох 7 роту 76 полка. Командир роты и старшины были изрублены, 40 красноармейцев взяты в плен, остальным удалось сбежать.
В результате боев Ф. Кожин объединился с другими группами, образовав ядро с 600 саблями при 100 тачанках, при пулеметах, под командованием Ф. Щуся, В. Куриленко по указанию штарма РПУ (махновцев) в апреле вышли в рейд на Черниговщину. С Черниговщины Фома отправился в Кобелякский уезд, а затем в селе Перещепено объединившиеся с Куреленко.
В дальнейшем действует в Полтавской губернии, в июле он заболел и временно был отстранен от командования своей группой.

### Смерть
В июле 1921 тяжело ранен, под чужим именем помещен в больницу в Таганроге, умер в августе во время операции, он был ранен в мочевой пузырь.
По другим сведениям, полученным от пленного махновца, Фома Кожин, находясь за пределами Донбасса, получив ранение во время боя примерно в начале июня, опасаясь быть взятым в плен, застрелился.

## Образ в кино
Образ Фомы Кожина отображен в сериале «Девять жизней Нестора Махно» (2007, режиссёр — Николай Каптан). Роль сыграл актёр Владимир Андреев.